# Neospondylis mexicanus
Neospondylis mexicanus là một loài bọ cánh cứng trong họ Cerambycidae.